# Diplolaemus bibronii
Diplolaemus bibronii – gatunek jaszczurki z rodziny Leiosauridae.  

## Występowanie
Gatunek występuje w południowym Chile i południowej Argentynie na terenach krzewiastych i skalistych.

## Etymologia
Gatunek ten został nazwany na cześć francuskiego zoologa Gabriela Bibrona.

## Charakterystyka

### Morfologia
Posiada krótszy ogon niż reszta ciała. Ma symetryczne wzory na grzbiecie uformowane przez ciemne kropki na szarym lub czerwonawym tle. 

### Rozmnażanie
Gatunek ten jest jajorodny.